# Эшелон (военное дело)

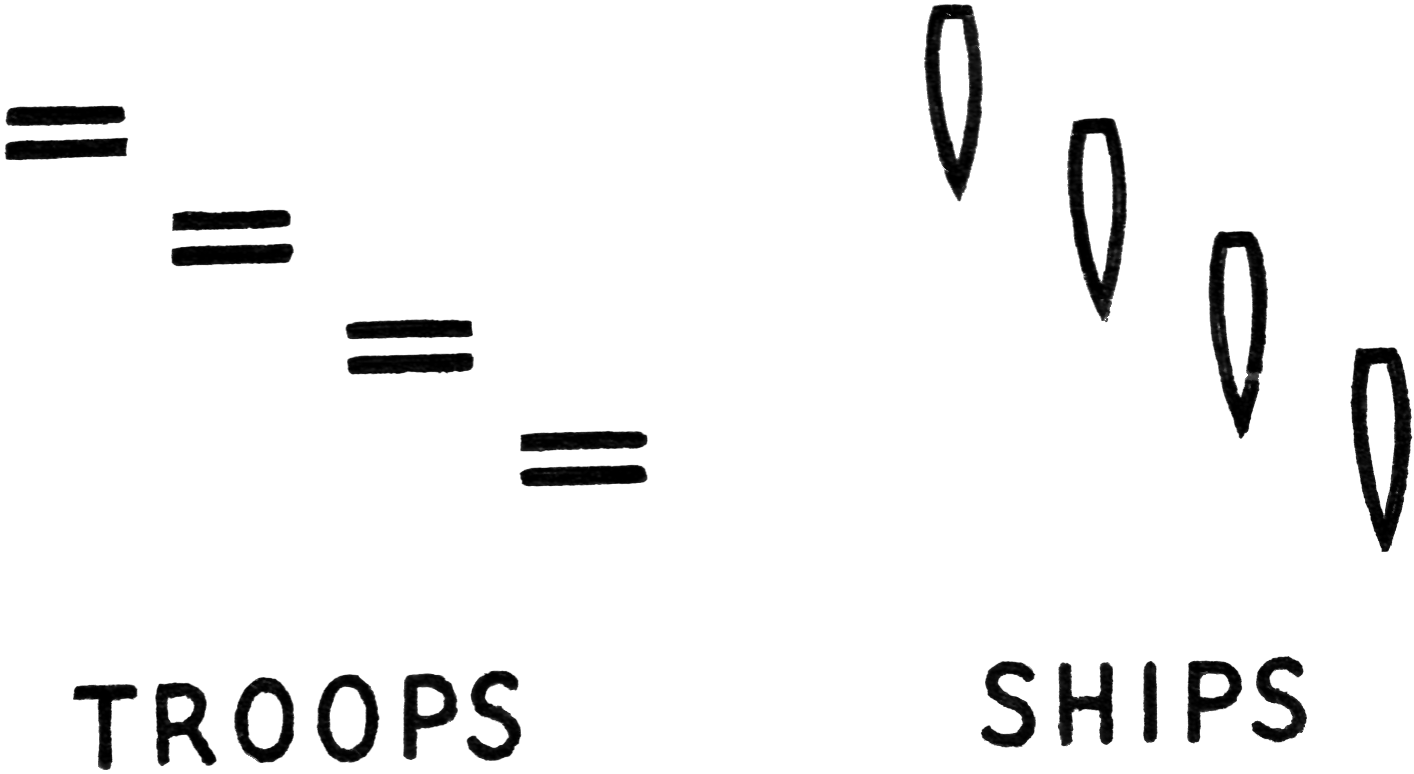
Эшелон, слева формирований войск (troops), справа кораблей (ships), в строю пеленг, англосаксонские условные знаки.

Эшело́н (фр. échelon) в военном деле — часть тактического, оперативного или стратегического построения (боевой порядок) формирований (войск и сил, и так далее), предназначенная для выполнения различных задач на различных направлениях (районах) или в различных сферах театра войны.
Термин имеет различия в составных частях военного искусства.
В различных формированиях может быть различное количество эшелонов.

## История

Эшелон стрелкового подразделения РККА на марше, 1920 год

Ранее «эшелон» (фр. echelon — уступ), в военном деле, да и сейчас — боевой и походный порядок формирований, при котором расположение его составных частей произведено в глубину, на некотором расстоянии друг от друга, или уступами, а не по фронту, то есть при котором второй эшелон располагается в глубину или уступом за первым, третий — за вторым и так далее.
В Русской императорской армии термин «эшелон» сначала имел тактическое значение и обозначал отдельную часть двигающейся колонны полка (батальона, дивизиона).
При походном марше мирного времени, а также при перевозках формирований по железной дороге каждая войсковая часть делилась на эшелоны, которые выступали пешим порядком один после другого через день или занимали каждый отдельный поезд. Отсюда и «Эшелонирование» то есть расположение (распределение) в глубину построения войск и тыловых учреждений во время похода и при расположении на месте в предбоевых и боевых порядках. Позднее и в авиации (см. Эшелон (авиация)), также данный термин, с добавлением воинский, перешёл и на воинские перевозки и стал обозначать каждый воинский поезд. Отсюда и пошёл термин воинский эшелон, для обозначения временного формирования (команды).
В тактике советского военного искусства эшелон — боевой порядок части или соединения родов войск (сил) видов вооружённых сил и спецвойск.

3. Боевые порядки бригады строить следующим образом:

а) первый эшелон — 8 — 10 танков «КВ», за каждым танком движется ударная группа пехоты (она же штурмовая группа) в составе: взвод пехоты с автоматчиками, противотанковое орудие, станковый пулемёт, один — два ручных пулемёта, гранатомётчики, противотанковое ружье, шесть — десять сапёров с взрывчатыми веществами и миноискателями;

б) второй эшелон — 15 — 20 танков Т-34 на удалении 300—400 м за первым эшелоном;

в) третий эшелон — 8 танков Т-60 с мотострелковым батальоном на удалении 100—200 м от второго эшелона. Может усиливаться средними танками для десантных действий мотострелкового батальона;

г) четвёртый эшелон — 8 танков Т-60 действует непосредственно с боевым порядком стрелкового полка второго эшелона стрелковой дивизии.

Общая глубина боевого порядка танковой бригады 1 000 — 1 500 м.— Указания заместителя командующего Калининским фронтом по автобронетанковым войскам от 22 сентября 1942 г. по наступательным действиям на полевую оборонительную полосу противника с преодолением опорных пунктов во взаимодействии с пехотой, артиллерией и авиацией
Позднее в Советском (Русском) военном деле «эшелон» стал оперативным термином. Эшелоном стали обозначать оперативное построение войск фронта или армии. Оно может состоять из одного или нескольких эшелонов, которые располагаются друг за другом и поддерживают друг друга при военных действиях.
К примеру, в теории глубокой операции войска ударной группировки предполагалось применять в семь эшелонов:
- 1-й эшелон составляла бомбардировочная авиация;
- 2-й эшелон — тяжёлые танки;
- 3-й эшелон — соединения средних и лёгких танков;
- 4-й эшелон — соединения моторизированной и мотоциклетной пехоты;
- 5-й эшелон — крупнокалиберная артиллерия сопровождения;
- 6-й эшелон — стрелковые войска с танками поддержки;
- Особым эшелоном являлся воздушный десант.

Армии прикрытия образовали первый оперативный эшелон западных военных округов.

В 150—350 километрах от границы дислоцировались резервы округов, в которые могли входить стрелковые, механизированные и кавалерийские корпуса, а также стрелковые дивизии окружного подчинения. Эти войска составляли второй оперативный эшелон западных округов. С началом войны они должны были выдвинуться в сторону границы и занять назначенные им планом прикрытия позиции в 20 — 100 километрах от пограничного рубежа, прикрывая вместе с войсками первого эшелона отмобилизование и сосредоточение остальных войск Красной Армии. Для этого им требовалось гораздо больше времени, чем первому оперативному эшелону — от пяти до десяти суток. Следовательно, чтобы успеть до подхода противника к указанному рубежу, приказ на приведение их в боеготовность надо было давать существенно раньше, чем войскам приграничных армий.

Первый и второй оперативные эшелоны западных округов одновременно являлись первым стратегическим эшелоном Красной Армии. Другими словами, первый стратегический эшелон — это войска пяти военных округов, имеющих общую границу со странами гитлеровского блока. Это Ленинградский (ЛенВО), Одесский (ОдВО) и три военных округа со статусом особых — Прибалтийский (ПрибОВО), Западный (ЗапОВО) и Киевский (КОВО).— Накануне войны.
В стратегии эшелоном называется часть вооружённых сил (ВС) государства, развёртываемая в угрожаемый период, непосредственно с началом войны или в ходе ведения военных действий по мере осуществления мобилизации.
Стратегический эшелон ВС государства включает войска и силы, которые предназначены для отражения агрессии на ожидаемом театре войны (ТВ), то есть в его состав входят военные и пограничные округа (группы армий, отдельные армии), округа противовоздушной обороны и внутренних войск, силы военно-воздушные и флота, находящихся в пределах театра военных действий (ТВД).
Стратегический эшелон разделяется на два — четыре оперативных эшелона.
В Вооружённых Силах Союза стратегический эшелон, в зависимости от предназначения и размещения, составляли группы войск (ГСВГ, СВГ, ЦВГ, ЮГВ и так далее), военные округа и формирования других видов ВС СССР, находявшиеся как на зарубежных территориях так и на территории Союза.
В начале XXI века в ВС России, в связи с малым количеством формирований за рубежами, имеется всего один стратегический эшелон.

## Типы
- тактический
- оперативный

Пример, эшелонирование сил флота ВС Союза ССР в ходе боевой службы. В соответствии с задачами боевой службы все силы ВМФ разделялись на три оперативных эшелона:
- Первый оперативный эшелон включал в себя корабли, находившиеся в море, и самолёты ВМФ в воздухе;
- Второй оперативный эшелон включал корабли и самолёты, способные немедленно выйти в море или подняться в воздух;
- Третий оперативный эшелон состоял из кораблей и самолётов ВМФ, проходящих ремонт, испытания или находящиеся в резерве. Таким образом, в случае внезапного начала войны, принять участие в ней могли первый и второй оперативный эшелоны, причем главная роль отводилась первому.

- стратегический